# Victor Film Company
La Victor Film Company fu una casa di produzione cinematografica fondata nel 1912 dall'attrice Florence Lawrence insieme al marito, il regista Harry Solter. L'azienda stabilì i suoi studi a Fort Lee, nel New Jersey.

## Storia
All'epoca, il nome degli attori non veniva pubblicizzato dalle case di produzione per motivi di potere contrattuale. Il produttore Carl Laemmle, che aveva avuto Florence sotto contratto alla Independent Moving Pictures Company of America (IMP), aveva invece creato un grande battage pubblicitario per far conoscere il nome della sua attrice, popolarissima presso il pubblico che però ne ignorava il nome. La promozione di Laemmle avrebbe posto le basi al futuro star-system hollywoodiano.
Florence Lawrence, dopo aver lasciato la IMP, passò a lavorare con Siegmund Lubin per poi tornare a collaborare nuovamente con Laemmle. Creata la Victor, Laemmle - che diede completa libertà artistica alla coppia Lawrence/Solter - finanziò i loro stipendi, pagando 500 dollari la settimana l'attrice e 200 il regista.
Il primo film prodotto dalla compagnia fu nel 1912 In Swift Waters: diretto da Solter, aveva come protagonista Florence Lawrence affiancata da Owen Moore.

## Filmografia
- The Angel of the Studio, regia di Harry Solter - cortometraggio (1912)
- Sisters, regia di Harry Solter - cortometraggio (1912)
- The Lady Leone, regia di Harry Solter - cortometraggio (1912)
- After All, regia di Harry Solter - cortometraggio (1912)
- The Plaything, regia di James Kirkwood - cortometraggio (1913)
- A Bride from the Sea  - cortometraggio (1913)
- The Closed Door, regia di Harry Solter - cortometraggio (1913)
- The Winner - cortometraggio (1913)
- The Girl o'the Woods, regia di Harry Solter - cortometraggio (1913)
- The Spender, regia di Harry Solter - cortometraggio (1913)
- The End of the Road, regia di William Robert Daly - cortometraggio (1913)
- His Wife's Child, regia di Harry Solter - cortometraggio (1913)
- Forgotten Women, regia di J. Farrell MacDonald - cortometraggio (1913)
- Back to Life, regia di Allan Dwan - cortometraggio (1913)
- Unto the Third Generation, regia di Harry Solter - cortometraggio (1913)
- The Influence of Sympathy, regia di Harry Solter - cortometraggio (1913)
- A Girl and Her Money, regia di Harry Solter - cortometraggio (1913)
- The Magic Skin - cortometraggio (1914)
- The Imp Abroad, regia di Harry Revier - cortometraggio (1914)
- The False Bride, regia di Harry Solter - cortometraggio (1914)
- Love's Victory, regia di Frank Hall Crane - cortometraggio (1914)
- Remember Mary Magdalen, regia di Allan Dwan - cortometraggio (1914)
- Hearts and Flowers - cortometraggio (1914)
- The Honeymooners, regia di Harry Solter - cortometraggio (1914)
- The Acid Test - cortometraggio (1914)
- Sealed Orders - cortometraggio (1914)
- Simple Faith - cortometraggio (1914)
- A Romance of Hawaii, regia di Henry MacRae - cortometraggio (1914)
- The Derelict and the Man, regia di Leslie T. Peacocke - cortometraggio (1914)
- The Girl and the Smuggler - cortometraggio (1914)
- The Rock of Hope, regia di Harry Myers - cortometraggio (1914)
- The Bride of Marblehead, regia di Harry Myers - cortometraggio (1914)
- The Lass o' Killikrankie - cortometraggio (1914)
- The Tale of a Lonesome Dog, regia di Leslie T. Peacocke - cortometraggio (1914)
- The Inn of the Winged Gods, regia di Jacques Jaccard - cortometraggio (1914)
- The Little Gray Home, regia di Harry Myers - cortometraggio (1914)
- The Accusation, regia di Harry Myers - cortometraggio (1914)
- The Virtuoso - cortometraggio (1914)
- The Cards Never Lie, regia di Harry Myers - cortometraggio (1915)
- A Romance of the Backwoods, regia di Harry Myers - cortometraggio (1915)
- The Artist and the Vengeful One, regia di Harry Myers - cortometraggio (1915)
- A Stranger in Camp - cortometraggio (1915)
- The Nightmare of a Movie Fan, regia di Charles Giblyn - cortometraggio (1915)
- The House of a Thousand Relations, regia di Harry Myers - cortometraggio (1915)
- The Woman Who Lied, regia di Lucius Henderson - cortometraggio (1915)
- The Bribe, regia di Lucius Henderson - cortometraggio (1915)
- Her Better Self, regia di Grace Cunard - cortometraggio (1916)
- Madame Cubist, regia di Lucius Henderson (1916)
- The Girl Who Feared Daylight, regia di Lucius Henderson (1916)
- The Limousine Mystery, regia di Lucius Henderson - cortometraggio (1916)
- Behind the Veil, regia di Lucius Henderson - cortometraggio (1916)
- Any Youth, regia di Allen Holubar - cortometraggio (1916)
- Little Boy Blue, regia di Rupert Julian - cortometraggio (1916)
- Aschenbrödel, regia di Ben F. Wilson - cortometraggio (1916)
- A Lucky Leap, regia di Roy Clements - cortometraggio (1916)
- Arthur's Desperate Resolve, regia di William Garwood (1916)
- High Speed, regia di Millard K. Wilson (1916)
- It's Great to Be Married, regia di Leslie T. Peacocke - cortometraggio (1916)
- Putting One Over on Ignatz, regia di Leslie T. Peacocke - cortometraggio (1917)
- The Honeymoon Surprise, regia di Leslie T. Peacocke - cortometraggio (1917)
- The Hero of Bunko Hill, regia di Leslie T. Peacocke - cortometraggio (1917)
- Good Morning Nurse, regia di Allen Curtis - cortometraggio (1917)
- The High Cost of Starving, regia di Leslie T. Peacocke - cortometraggio (1917)
- It's Cheaper to Be Married, regia di Allen Curtis - cortometraggio (1917)
- Dorothy Dares, regia di Ruth Stonehouse - cortometraggio (1917)
- Kicked Out, regia di Carter DeHaven - cortometraggio (1917)